# Funda Güray
Funda Güray (* 3. September 1988 in Istanbul) ist eine türkische Schauspielerin.

## Leben und Karriere
Güray wurde am 3. September 1988 in Istanbul geboren. Sie studierte an der Haliç Üniversitesi. Danach setzte sie ihr Studium am Müjdat Gezen Sanat Merkezi fort. Ihr Debüt gab sie 2013 in der Fernsehserie Sevdaluk. Danach spielte sie in Ruhumun Aynası mit. Zwischen 2015 und 2016 war sie in Paramparça zu sehen. 2021 trat sie in Kuruluş Osman auf.

## Filmografie
Filme
- 2016: Bünyamin
- 2018: İstanbul Muhafızları: Ab-ı Hayat Çeşmesi

Serien
- 2013: Sevdaluk
- 2014: Ruhumun Aynası
- 2015–2016: Paramparça
- 2017: Sahipli
- 2017: Seni Kimler Aldı
- 2021: Kuruluş Osman